# Сазерленд, Уильям, 1-й граф Сазерленд
Уильям Сазерленд (ок. 1210—1248) — шотландский дворянин, граф Сазерленд и глава клана Сазерленд на Шотландском нагорье.

## Происхождение
В разных источниках приводятся различные сведения о предках первых графов Сазерленд. Общепринятое происхождение состоит в том, что Уильям де Моравиа (Уильям Сазерленд), 1-й граф Сазерленд и пэр Шотландии (умер в 1248 году) был сыном Хью де Моравиа, который в свою очередь был внуком фламандского рыцаря Фрескина. Шотландский историк Уильям Фрейзер, написанное в XIX веке, дает аналогичный отчет, но утверждает, что Хью на самом деле был сыном Фрескина, а не его внуком. Сэр Роберт Гордон (1580—1656), шотландский историк XVII века из дома Сазерлендов и младший сын Александра Гордона, 12-го графа Сазерленда, сообщал, что Уильям де Моравиа (Уильям Сазерленд), 1-й граф Сазерленд (умер в 1248 году) был сыном Хью, графа Сазерленда, которого прозвали Хью Фрескин, который, в свою очередь, был сыном Роберта Сазерленда (графа Сазерленда и основателя замка Данробин), сына Уолтера Саутерленда (графа Сазерленда) и сына Алана Саутерленда, тана Сазерленда.
Согласно Джону Стюарту-Мюррею, 7-му герцогу Атоллу, Хьюго или Хью де Моравиа был вторым сыном Фрескина. Он был назначен первым лордом Сазерленда, а его сын Уильям стал первым графом Сазерлендом (ум. 1248). В свите Хьюго (Хью) находились его двоюродные братья, или племянники, Ричард де Моравиа и Гилбер де Моравиа, которые, как говорят, были предками клана Мюррей из Аберскросса. Как септы клана Сазерленд Мюрреи из Аберскросса были главными вассалами графов Сазерленд и отвечали за оборону графства.

## Граф Сазерленд
Уильяму де Моравиа получил хартию под именем Уильяма, лорда Сазерленда, в котором он подтвердил Гилберту де Моравиа, архидиакону Морея, земли Скелбо и другие. Хартия не датирована, но, безусловно, датирована примерно 1222 годом. По словам историка Уильяма Фрейзера, Уильям, лорд Сазерленд, вероятно, присутствовал во время военной экспедиции короля Александра II на север в конце 1222 года, чтобы наказать мятежных жителей Кейтнесса, которые убили своего епископа. Согласно шотландскому хронисту XV века Уолтеру Боуэру, продолжившему труд хрониста XIV века Иоанна Форданского, в 1228 году король Александр II Шотландский подавил восстание во главе с неким Гиллескопом, который вместе со своими двумя сыновьями был схвачен в следующем году, а их головы отправлены королю . Шотландский историк XVIII века Джордж Чалмерс добавляет, что «Фрескины», вероятно, помогли королю подавить восстание и что Уильям Фрескин был возведен в ранг графа Сазерленда, чтобы уравновесить мощь и турбулентность графа Кейтнесса .
Другая теория относительно создания графства Сазерленд заключается в том, что оно было предоставлено Уильяму, сыну Хью Фрескина, после смерти в 1231 году Джона Харальдссона, который был последним из древних графов Оркнейских и Кейтнесских. Преемником Джона Харальдссона был граф Магнус (? — 1239), у которого король Шотландии Александр II отнял графство Сазерленд. Однако, по словам Уильяма Фрейзера, хотя король Александр принял Магнуса в качестве графа Кейтнесса, нельзя сказать, что он лишил его графства Сазерленд, поскольку подтверждено, что территория Сазерленда давно вышла из-под власти норвежских ярлов и уже некоторое время находилась во владении Хью Фрескина и его сына. Фрейзер приходит к выводу, что вполне вероятно, что в этот период король Александр II пожаловал титул графа Уильяму, лорду Сазерленду.
Даже после того, как Уильям стал графом Сазерлендом, он редко появляется в исторических документах. Однако его территория стала цивилизованной, на ней был построен Дорнохский собор. Доказательство этого находится в конституции, составленной новым епископом Кейтнесса Гилбертом де Моравиа, который решил построить соборную церковь, а также назначить четырнадцать приходских церквей. Сэр Роберт Гордон заявляет, что граф Уильям очень помог Гилберту в выполнении этой работы. Однако они не всегда соглашались, так как до смерти епископа в 1245 году между ними произошла вражда из-за определённых земель, и хотя соглашение было достигнуто, оно не было урегулировано в их дни и было продолжено их преемниками.
Сэр Роберт Гордон рассказывает историю битвы при Эмбо, где Уильям, граф Сазерленд, послал своего слугу Ричарда де Моравиа, брата епископа Гилберта, держать в узде силы мародерствующих норвежских захватчиков, пока он не сможет собрать достаточно большие силы для сражения. Ричард де Моравиа напал на норвежцев и был убит в бою, но граф Сазерленд, пришедший с подкреплением, разбил их и убил их лидера. Затем граф воздвиг гробницу Ричарду де Моравиа в Дорхоском соборе.
По словам сэра Роберта Гордона, Уильям де Моравия, 1-й граф Сазерленд, умер в 1248 году и был похоронен в южном проходе Дорнохского собора. Этот год смерти поддерживает шотландский писатель XIX века Уильям Андерсон.

## Семья
Уильям де Моравиа, 1-й граф Сазерленд, оставил, насколько известно, только одного сына, Уильяма де Моравиа, 2-го графа Сазерленда (ок. 1235—1307).